# Université d'infirmières de la préfecture de Nagano
L'université d'infirmières de la préfecture de Nagano (長野県看護大学, Nagano-ken kango daigaku) est une université publique située dans la ville de Komagane, préfecture de Nagano au Japon. L'école est fondée en 1995.

## Source
- (en) Cet article est partiellement ou en totalité issu de l’article de Wikipédia en anglais intitulé « Nagano College of Nursing » (voir la liste des auteurs).